# News & Letters
News & Letters (Nachrichten und Briefe) ist eine sozial-revolutionäre Zeitschrift in den USA und gehört weltweit zu den prominentesten Publikationen des humanistischen Marxismus.

## Gründung
Sie wurde 1955 von den gleichnamigen Komitees anlässlich der wilden Streiks in der Detroiter Automobilindustrie und dem Bus-Boykott gegen die rassistische Segregation gegründet, um unabhängig von Parteien innerhalb sozialer Bewegungen zu agieren.

## Politische Ausrichtung
Ausgerichtet an dem humanistischen Marxismus von Raya Dunayevskaya, den philosophischen Schriften von Karl Marx und Hegel, verfolgt News & Letters eine antikapitalistische, antirassistische und feministische Politik. Totalitarismus kritisch verurteilt sie den Stalinismus und Kapitalismus sowie jeden religiösen Fundamentalismus und Nationalismus. Die Mitbegründerin Raya Dunayevskaya hatte sich „vom Trotzkismus abgewandt und richtete das Augenmerk auf Befreiungsbewegungen in der Dritten Welt, Minderheiten sowie vom Parteikommunismus und von Gewerkschaften unabhängige Arbeiterbewegungen“.

## Personalien
- Raya Dunayevskaya (Chairwoman, National Editorial Board) 1955–1987
- Charles Denby (Editor) 1955–1983
- Felix Martin (Labor Editor) 1983–1999
- Olga Domanski (Co-National Organizers)
- Peter Wermuth (News and Letters Committees)
- Jim Mills (Managing Editor)